# Dušan Lojda
Dušan Lojda, nacido el 8 de marzo de 1988 (37 años) en Ivančice, es un tenista profesional checo,.

## Carrera
Su mejor ranking individual es el Nº 161 alcanzado el 26 de julio de 2010, mientras que en dobles logró la posición 285 el 23 de abril de 2012.
Ha logrado hasta el momento 1 título de la categoría ATP Challenger Tour, así como también ha obtenido varios títulos Futures tanto en individuales como en dobles.

## Títulos; 1 (1 + 0)
| Leyenda                     | Individuales | Dobles |
| --------------------------- | ------------ | ------ |
| Grand Slam                  | 0            | 0      |
| ATP World Tour Finals       | 0            | 0      |
| ATP World Tour Masters 1000 | 0            | 0      |
| ATP World Tour 500 Series   | 0            | 0      |
| ATP World Tour 250 Series   | 0            | 0      |
| ATP Challenger Series       | 1            | 0      |

### Individuales
| N.º | Fecha      | Torneo              | Superficie | Oponentes en la final | Resultado       |
| --- | ---------- | ------------------- | ---------- | --------------------- | --------------- |
| 1.  | 13.05.2007 | Challenger de Praga | Tierra     | Jiří Vaněk            | 6-73, 6-2, 7-65 |